# Escudo de Irak
El escudo de Irak está compuesto por la figura de un águila de oro aclarada de sable que sostiene sobre su pecho un escudo con los colores de la bandera nacional. El águila reposa sobre una franja horizontal en la que aparece escrita la denominación oficial del país, جمهورية العراق Ŷumḥūriyat Al-‘Irāq ("República de Irak").
Este escudo fue adoptado el 2 de julio de 1965 pero desde entonces se han introducido algunas modificaciones. En 1991, las franjas y estrellas de la bandera iraquí pasaron a estar colocadas horizontalmente y se introdujo, como en la bandera nacional, la frase: “Allahu Akbar” (“Allah es Grande”). La figura del águila que aparece en el escudo de Irak es conocida como “Águila de Saladino” y fue adoptada del escudo de la República Árabe Unida. En el año 2008 al escudo de Irak se le retiraron las tres estrellas de cinco puntas, igual con la bandera.

## Escudos históricos
El primer escudo de Irak después del periodo monárquico (adoptado bajo el régimen de Abdul Karim Qasim) estaba basado en el antiguo símbolo solar de Shamash y no contenía elementos panárabes. En 1965 se adoptó el primer emblema que incorporaba el Águila de Saladino, basado en el escudo de la República Árabe Unida, con el escudo central con los colores de la bandera, con las franjas colocadas en posición vertical y tres estrellas de sinople en la parte central. Dicha versión fue usada hasta su sustitución por otra con las franjas horizontales que incorporaba el takbir en escritura manuscrita intercalado entre las estrellas, a raíz del cambio de bandera que había habido. Según una versión más legendaria que no es oficial, el takbir impreso en la bandera y el escudo iraquíes habría sido escrito de puño y letra por el exdictador Saddam Hussein.
En el año 2004 hubo una nueva modificación, también siguiendo el cambio de bandera, consistente en el paso de la caligrafía manual en la cúfica, escritura ornamental de rasgos rectilíneos. Finalmente, la versión del 2008 coincide también con un nuevo cambio de bandera en la que se prescindió de las tres estrellas verdes, símbolo introducido por el partido Partido Baaz Árabe Socialista de Saddam Hussein, y se conservó la inscripción en caracteres cúficos en la franja central. Cuando haya la anunciada modificación de la bandera se volverá a cambiar el escudo.

Escudo de armas del Reino de Irak (hasta 1959)
Escudo de armas de Irak de 1959 a 1965.
Escudo de armas de Irak de 1965 a 1991.
Escudo de armas de Irak de 1991 a 2004.
Escudo de armas de Irak de 2004 a 2008.
Escudo de armas de Irak a partir de 2008.